# Mopalia lionota
Mopalia lionota är en blötdjursart som beskrevs av Henry Augustus Pilsbry 1918. Mopalia lionota ingår i släktet Mopalia och familjen Mopaliidae. Inga underarter finns listade i Catalogue of Life.